# Вілл Гант
Вільям «Вілл» Мартін Гант (англ. William "Will" Martin Hunt; нар. 5 вересня 1971, Гейшенвілль, Флорида, США)  — американський рок і метал музикант. До 2004 був учасником Skrape. В травні 2007 Вілл замінив Роккі Грея в рок-гурті Evanescence, і був присутнім на турі до альбому «The Open Door». Також є учасником гурту Dark New Day.

## Дискографія

### Skrape
- New Killer America (20 березня 2001)
- Up the Dose (13 січня 2004)

### Tommy Lee
- Never a Dull Moment (21 травня 2002)

### Dark New Day
- Twelve Year Silence (14 червня 2005)
- Black Porch (Acoustic Sessions) (EP) (5 вересня 2006)
- Untitled (TBA 2009)

### Bloodsimple
- Red Harvest (30 жовтня 2007)